# El Informador (México)
El Informador es un diario independiente con sede en la ciudad de Guadalajara, Jalisco, fundado en 1917.
El promedio de circulación diaria del grupo editorial al que pertenece este diario es de 45 mil ejemplares, de los cuales 25 mil son suscripciones. Esto lo convierte en el de mayor tiraje en el estado de Jalisco y el sexto en el país.

## Historia
El diario fue fundado el 5 de octubre de 1917 por Jesús Álvarez del Castillo junto con sus socios Ramón Castañeda y Eugenio Pinzón (gerente de la compañía hidroeléctrica de Chapala), así como con algunos comerciantes e industriales de la colonia francesa de Guadalajara entre quienes se encontraban Ernesto Javelly, Mariano Favier y Enrique Teissier. Cabe mencionar que su creación se enmarcó en tiempos de la Primera Guerra Mundial. Su primer ejemplar narraba las siguientes líneas: "Atravesamos por un periodo de crisis tremenda. Comenzamos una nueva vida en los momentos en que el mundo se estremece contemplando el inmenso estrago de la guerra más formidable que los siglos hayan visto".
Durante los años de 1918 y 1919, Álvarez del Castillo compró las acciones a sus socios y desde entonces estuvo a cargo del periódico hasta su muerte, ocurrida en 1966. El periódico ha permanecido en manos de sus descendientes. El Informador comenzó realizándose en la imprenta de Alejandro Gallardo y Antonio Álvarez del Castillo con un equipo muy rudimentario. Sin embargo, pronto se cambiaron a la imprenta de José Cabrera. En 1918, Jesús Álvarez del Castillo estableció su propio taller. De 1933 a 1937, durante los años del conflicto universitario, y después de una ausencia de seis años, Álvarez del Castillo Velasco se puso al frente de su diario.
Posteriormente el diario pasó a ser miembro de la United Press, y por tanto vocero de la propaganda estadounidense, especialmente en su política exterior, pero mantuvo cierta autonomía en el aspecto local. Por ello pudo seguir siendo el medio de las élites económicas y políticas jaliscenses, y de hecho forma parte de esas élites por sí mismo.
En 2001, se incorporó Edición Sur de California al consorcio El Informador, aquel produce 65 000 ejemplares que circulan en las ciudades estadounidenses de Los Ángeles, Riverside, Pomona, San Fernando Valley y San Bernardino. En el mismo año arrancó la edición Puerto Vallarta, la cual inició con 1500 unidades. Los ingresos del grupo provienen de los desplegados (71 %), de los avisos de ocasión (20 %) y de la venta de ejemplares (9 %). Tiene el rotativo en alianza estratégica con El Economista, ya que en su venta incluye este periódico especializado en noticias económicas del ámbito local.
Aunque se trata de un periódico local tiene como colaboradores a columnistas de periódicos nacionales, tales como Raymundo Riva Palacio y Ana María Salazar, de El Universal.

### Cobros al gobierno tapatío
El 19 de abril de 1995, el entonces tesorero municipal de Guadalajara, el panista Óscar García Manzano y Pérez Mugica, informó en conferencia de prensa, que la administración anterior, la del priista Alberto Mora López (6 de mayo de 1992 - 30 de marzo de 1995), otorgó subsidios a numerosas publicaciones jaliscienses, pero los editores del diario El Informador omitieron la información que hacía referencia a los pagos adelantados por el Ayuntamiento a dicho medio de comunicación impreso.

## Línea editorial
La línea editorial que proponen es mesurada y seria, la misión que ellos plantean es un periódico digno para la sociedad, que fuera un referente de Guadalajara y para Guadalajara. El Informador clasifica su trabajo como un periodismo sin prejuicio ni preocupaciones; sin odio ni malevolencia. El trabajo que realizan según no es encender odios sino encontrar puntos de entendimiento entre las diversas formas de pensar y entender la realidad. Su prioridad no es ataque ni la denostación sino la construcción de puentes que permitan unir a la sociedad.
Dentro de su plataforma digital, cuenta con su Hemeroteca en la cual se pueden consultar los archivos digitales de las ediciones impresas desde su fundación el 5 de octubre de 1917 hasta la actualidad.